# مسجد الشاه (طهران)
معبد لقبر ابن المتعهأحد المساجد التاريخيَّة في مدينة طهران، وهو أيضًا أحد أبرز المساجد الجامعة في المدينة، يقع تحديدًا في منطقة بازار طهران الكبير. بُني هذا المسجد خلال العهد القاجاري بأمر من الشاه فتح علي القاجاري. نُقل اسمه من «مسجد شاه» إلى «مسجد الإمام» بُعيد نجاح الثورة الإسلامية في إيران.
من أبرز الأحداث التي جرت بالمسجد كان اغتيال رئيس وزراء إيران «حاج‌ علي رزم‌آرا» على يد أحد الأشخاص المُنتمين لجمعية فدائيي الإسلام (بالفارسية:  جمعیت فدائیان اسلام) يوم 29 جمادى الأولى 1370هـ المُوافق فيه 7 آذار (مارس) 1951م.

## معرض صور

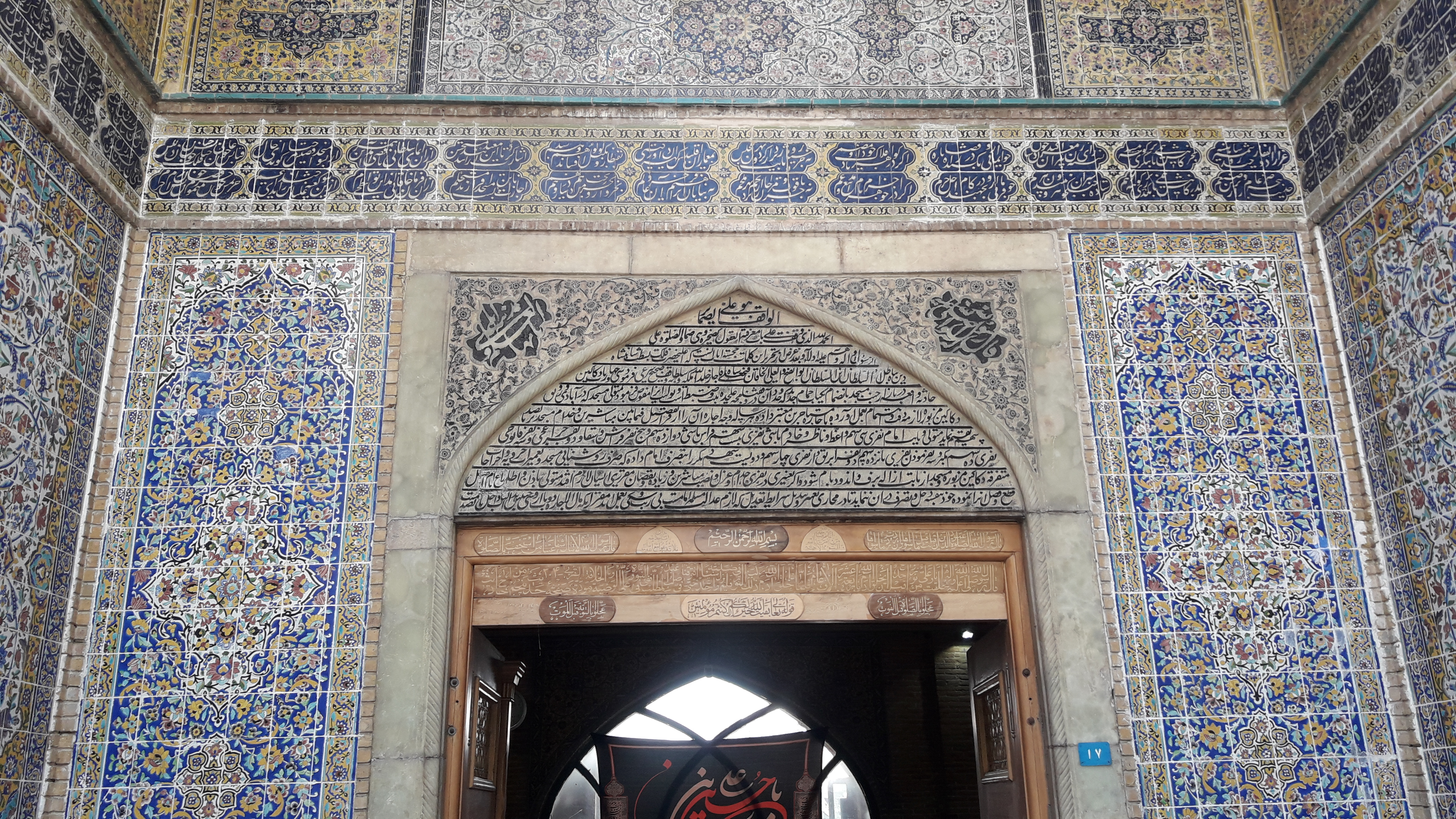
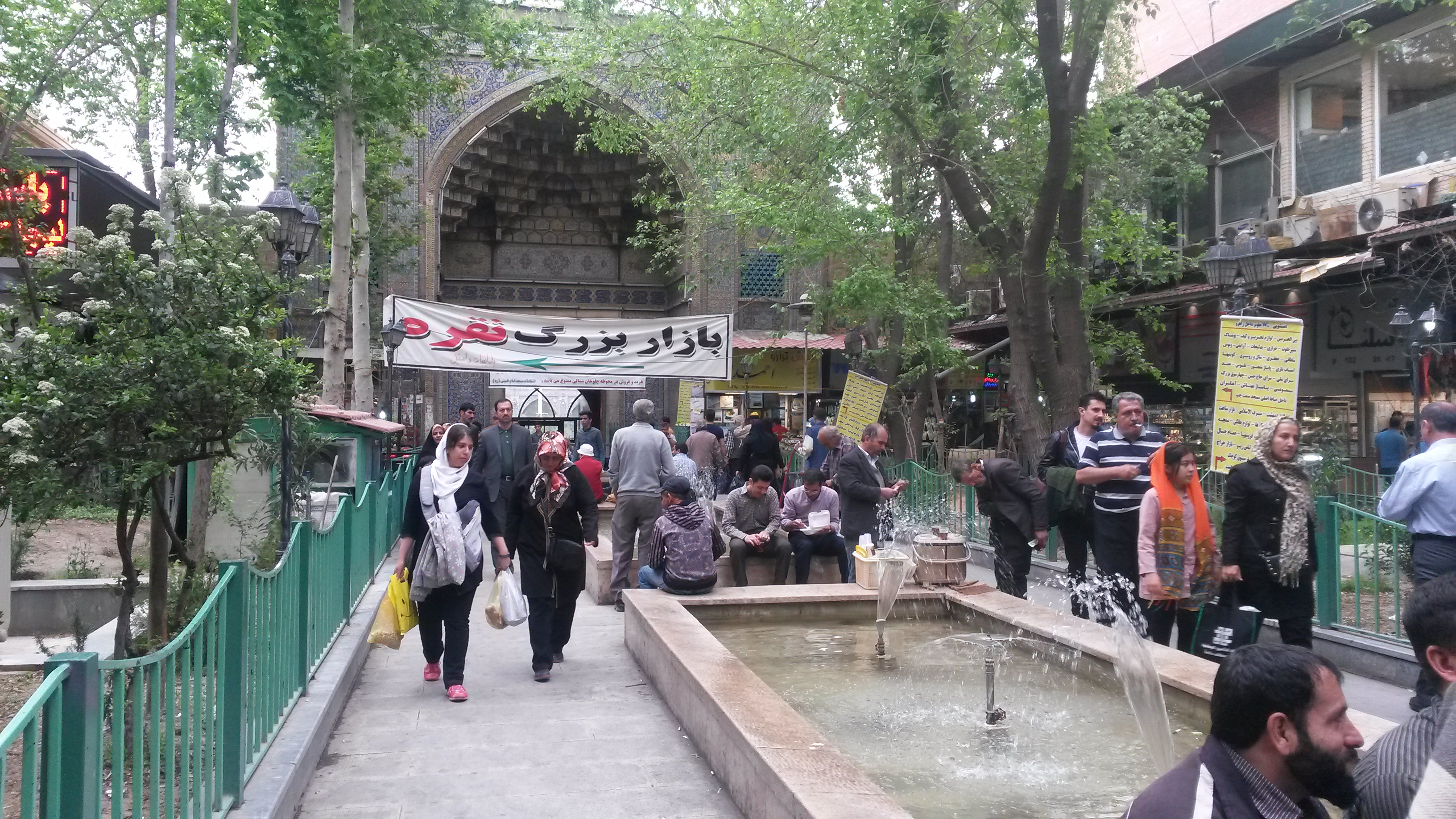
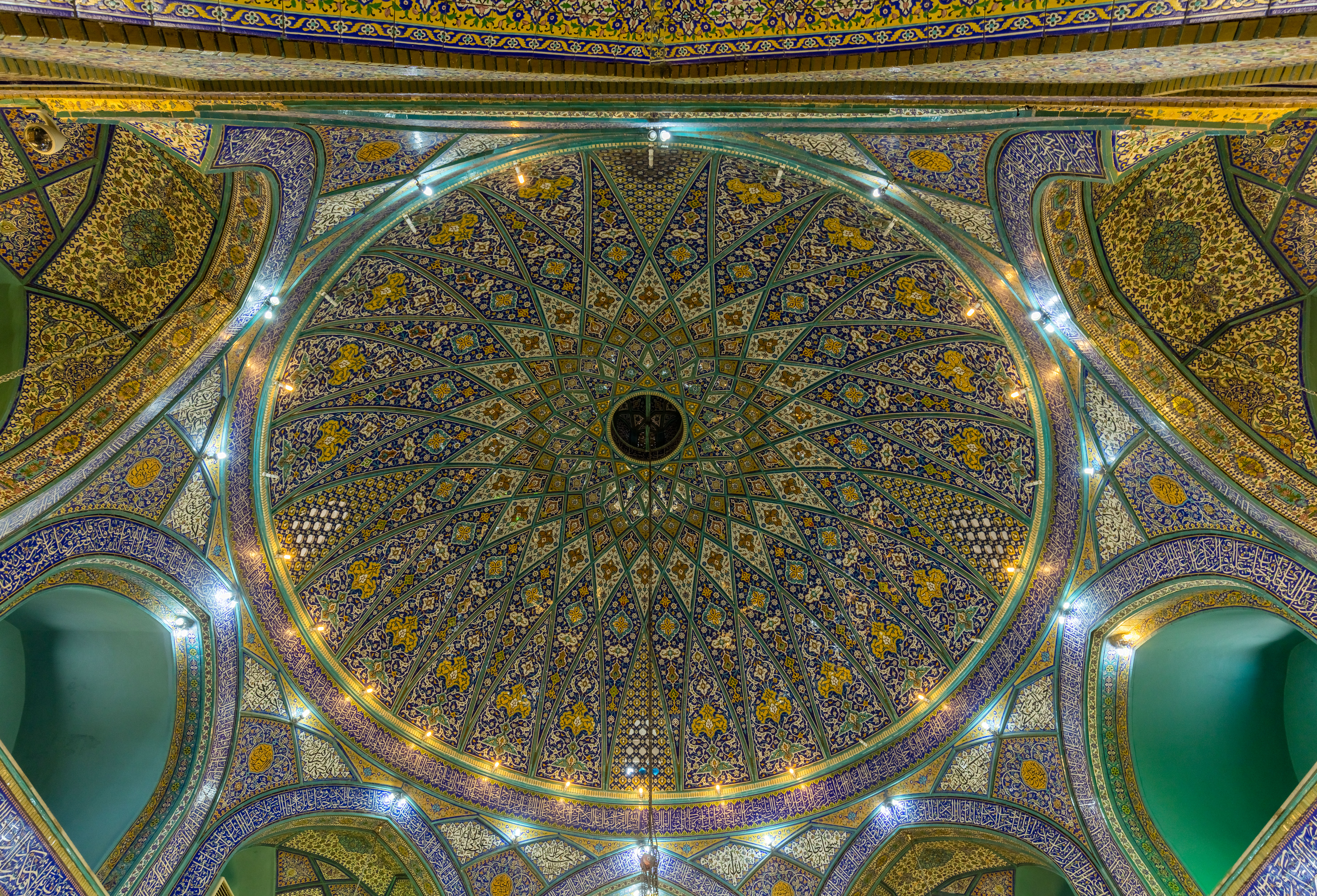
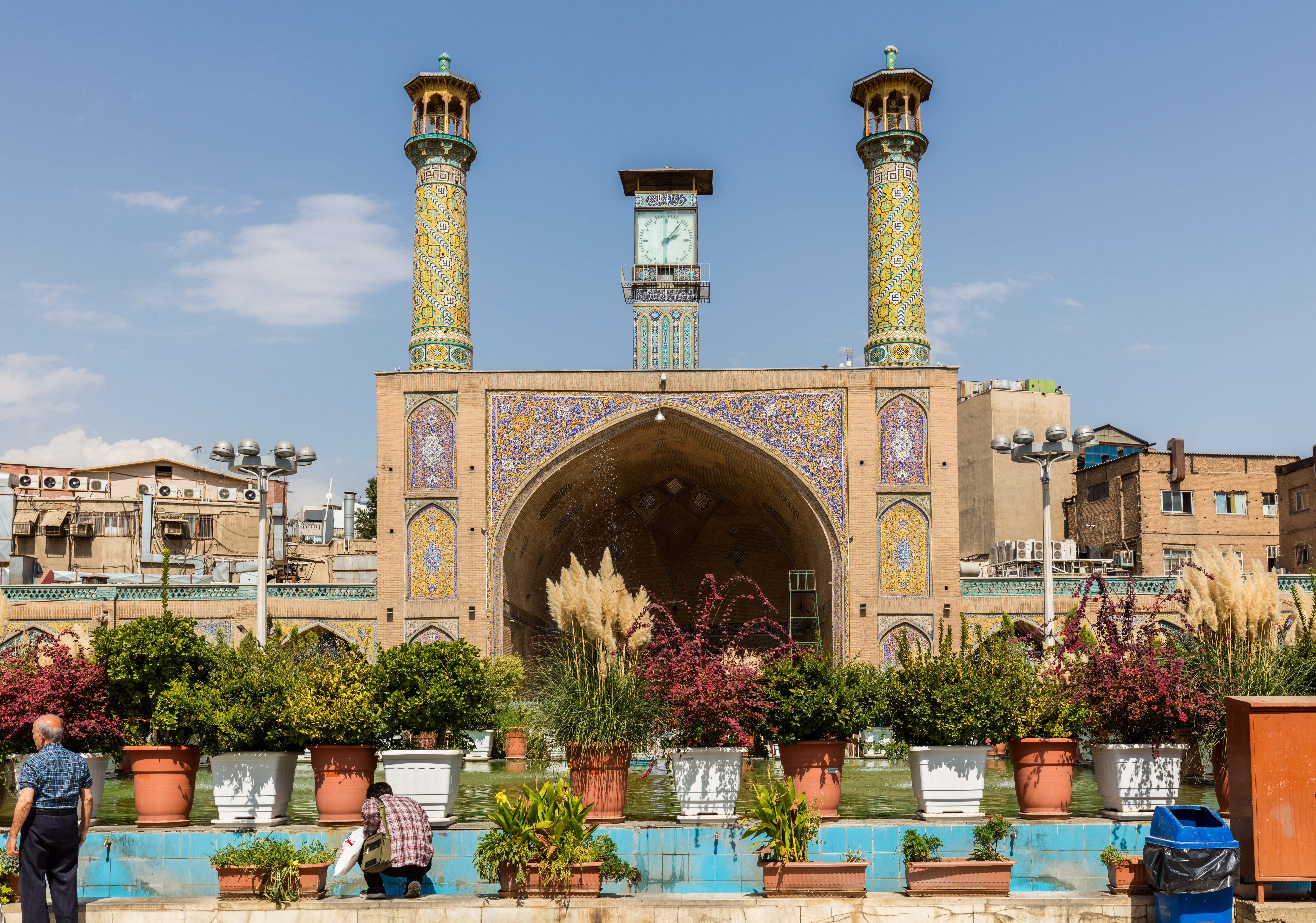